# Leeming Bar
Leeming Bar är en by i North Yorkshire i England. Byn är belägen 49,6 km 
från York. Orten har 964 invånare (2016).